# 木下照嶽
木下 照嶽（照岳、きのした てるたけ、1930年1月30日 - ）は、日本の会計学者、俳人。明星大学名誉教授。俳号・星城。

## 経歴
長野県下伊那郡泰阜村生まれ。早稲田大学政治経済学部政治学科卒業。1973年早稲田大学大学院商学研究科博士課程満期退学。
1949年から1952年まで東京都庁勤務。1974年早稲田大学産業技術専修学校講師、1977年明星大学文学部教授。1994年「社会報告に関する会計の研究」で商学博士の学位を取得。明星大学教授、2000年定年、名誉教授。神奈川大学非常勤講師。文化会計学会代表。俳句療法学会会長。心の文化研究所（附属富嶽出版）代表。

## 著書
会計学
- 『企業分析論』中央経済社 1986
- 『社会報告会計』創成社 1992

俳句
- 『はぐれ教授迷走記 俳句と二人三脚』木下星城 富嶽出版 2000
- 『はぐれ教授迷走記 2　俳句でのぞく新世紀』木下星城 富嶽出版 2003
- 『富士百句 霊峰富士に魅せられて 句集』木下星城 富嶽出版 2004
- 『俳句療法 ストレス社会の生き方 hop step jump heaven』木下星城 富嶽出版 2008

### 共編著
会計学
- 『経営分析 基礎と実践』染谷恭次郎共著 森山書店 1979
- 『市民生活会計』編著 森山書店 1993
- 『現代会計 学際的展開』勝山進,上領英之共編著　創成社 1998
- 『文化会計学 国際会計の一展開』中島照雄,柳田仁共編著 税務経理協会 1998
- 『政府/非営利組織の経営・管理会計 政府/自治体/大学/病院』野村健太郎,黒川保美共編著 創成社 2000
- 『現代ヘルスケア論 病医院の環境/経営/会計』野村健太郎,中島照雄共編著 税務経理協会 2001
- 『現代会計 創造性/学際性/国際性 新版』小林麻理,中島照雄共編著 創成社 2004
- 『病院管理会計 高齢社会の病院経営/医療サービス』河野充央,堀井照重共編著 五絃舎 文化会計学会研究叢書 2006
- 『地方行政革命 財政/経営/会計の統合研究』石津寿惠,小林麻理共編著 富嶽出版 文化会計学会研究叢書 2007
- 『社会科学の新展開 支出に見合う価値の創造』江川雅司,郡司健,鈴木好和編著 富嶽出版 文化会計学会研究叢書 2008
- 『21世紀の診断 資本主義を超えて 社会科学のガイドブック』岩邊晃三,鈴木好和, 前田尚子共編著 富嶽出版 文化会計学会研究叢書 2010
- 『現代国家の危機 破綻を回避するモデル国家の構築 社会科学のガイドブック』河野充央共編著 富嶽出版 文化会計学会研究叢書 2012
- 『新世界秩序の構築 地域共同体から地球共同体へ』郡司健,前田尚子共編著 富嶽出版 文化会計学会研究叢書 社会科学のガイドブック　2015

俳句
- 『巣立鳥 富嶽合同句集』木下星城編著 富嶽出版 2007
- 『百歳青春 LPC財団新老人の会俳句の会/合同句集』日野原重明,木下星城編著 富嶽出版 2008
- 『俳句療法 生命の学際的研究』日野原重明共編著 富嶽出版 俳句療法学会研究叢書 2009
- 『俳句療法/自治体病院経営』日野原重明,湯田雅夫共編著 富嶽出版 俳句療法学会研究叢書 2010
- 『生き生き百寿 合同句集』日野原重明, 木下星城編著 富嶽出版 2011
- 『医療行政/俳句療法』日野原重明,石津寿惠,井出健二郎共編著 富嶽出版 俳句療法学会研究叢書 2011
- 『俳句療法 ときめきのある人生』土肥豊共編著 富嶽出版 俳句療法学会研究叢書 2012
- 『俳句療法士 現代文明病へのチャレンジ』土肥豊共著 富嶽出版 俳句療法学会研究叢書 2013
- 『俳句療法で認知症予防 百歳青春のモデル』土肥豊,木下陽子共著 富嶽出版 俳句療法学会研究叢書 2016

## 論文
- <木下照嶽